# Serge Kevyn Aboué Angoué
Serge Kevyn Aboué Angoué, parfois appelé Serge Kevyn ou Kevyn Angoué, est un footballeur international gabonais né le 3 août 1994 à Port-Gentil. Évoluant au poste d'attaquant-avant-centre, il joue actuellement pour Vannes Olympique Club.

## Biographie
Serge Angoué est un jeune gabonais passionné de football. Actuellement en France, il est la nouvelle recrue du Vannes Olympique Club. 

### En club
Kevyn Angoué a été formé au Sporting Club de Braga (Portugal), il a joué aux côtés du FC Vizela (Portugal), de l'UD Leiria (Portugal), Martimon Funchal, Al Ittihad (Tripoli) puis Mumbaï City (Inde). Il est passé par l’Unió Esportiva Engordany (Andorre, Espagne) et le natif de Port-Gentil (Gabon) a récemment rejoint les rangs du Vannes OC pour la saison 2022-2023.

### En équipe nationale
Serge Kevyn Aboué Angoué réalise ses débuts avec l'équipe du Gabon le 5 mars 2014, lors d'un match amical face au Maroc (match nul 1-1).
En janvier 2017, il est convoqué par José Antonio Camacho dans sa liste de 23 joueurs pour disputer la Coupe d'Afrique des nations 2017 à domicile.

## Statistiques
Le tableau ci-dessous récapitule les statistiques de Serge Kevyn Aboué Angoué lors de sa carrière en club :
| Saison                | Club                  | Championnat           | Championnat | Championnat | Coupe(s) nationale(s) | Coupe(s) nationale(s) | Total | Total |
| Saison                | Club                  | Division              | M.          | B.          | M.                    | B.                    | M.    | B.    |
| 2013-2014             | AD Nogueirense        | 3                     | 20          | 11          | -                     | -                     | 20    | 11    |
| 2014-2015             | CS Marítimo B         | 2                     | 12          | 0           | -                     | -                     | 12    | 0     |
| 2015-2016             | FC Vizela             | 3                     | 23          | 4           | 1                     | 0                     | 24    | 4     |
| 2016-2017             | UD Leiria             | 3                     | 11          | 5           | 2                     | 0                     | 13    | 5     |
| Total sur la carrière | Total sur la carrière | Total sur la carrière | 66          | 20          | 3                     | 0                     | 69    | 20    |